# Satellite (álbum de P.O.D.)
Satellite es el cuarto álbum de la banda de nu metal P.O.D., y el segundo lanzado a nivel mundial con el sello discográfico Atlantic Records. El álbum salió a la venta el 11 de septiembre de 2001 y debutó en el número 6 de la lista Billboard vendiendo más de 133 000 copias la primera semana. Se ha convertido en su mayor éxito vendiendo más de 7 millones de copias en todo el mundo. En los Estados Unidos recibió la certificación del triple disco de platino. De Satellite se extrajeron cuatro sencillos con sus respectivos videoclips, "Alive", "Youth of the Nation", "Boom" y "Satellite".

## Lista de canciones
1. "Set It Off" – 4:16
2. "Alive" – 3:23
3. "Boom" – 3:08
4. "Youth of the Nation" – 4:19 (con D.J. Harper, Jonnie Hall, Colin Sasaki, Nils Montan, Laurie Schillinger, Meagan Moore, Ayana Williams, Healey Moore)
5. "Celestial" – 1:24
6. "Satellite" – 3:30
7. "Ridiculous" – 4:17 (con Eek-A-Mouse)
8. "The Messenjah" – 4:19
9. "Guitarras de Amor" – 1:14
10. "Anything Right" – 4:17 (con Christian Lindskog de Blindside, Suzy Katayama, Joel Derouin, Larry Corbett)
11. "Ghetto" – 3:37
12. "Masterpiece Conspiracy" – 3:11
13. "Without Jah, Nothin'" – 3:42 (con H.R.)
14. "Thinking About Forever" – 3:46
15. "Portrait" – 4:32

### Pistas adicionales
- "Whatever It Takes" (apareció originalmente en la película Any Given Sunday, siendo pista adicional en algunas ediciones europeas)
- "Rock The Party (RTP remix)" (pista adicional en algunas ediciones europeas)

### Pistas adicionales en la reedición
Se editó una reedición un año después de su primera edición con pistas adicionales:
- "Alive" (versión semi acústica)
- "Youth of The Nation" (remix de Conjure One)
- "Boom" (remix de The Crystal Method)

## Personal
Banda 
- Sonny Sandoval - Voz
- Marcos Curiel - Guitarra
- Traa Daniels - Bajo
- Wuv Bernardo - Batería

## Listas de venta
| País           | Lista (2001-2002)                | Mejor posición | Ref.  |
| -------------- | -------------------------------- | -------------- | ----- |
| Alemania       | Lista alemana de álbumes         | 5              | [ 2 ] |
| Austria        | Lista austríaca de álbumes       | 5              | [ 2 ] |
| Australia      | Lista australiana de álbumes     | 19             | [ 2 ] |
| Bélgica        | Lista belga de álbumes (Flandes) | 13             | [ 2 ] |
| Bélgica        | Lista belga de álbumes (Valonia) | 32             | [ 2 ] |
| Dinamarca      | Lista danesa de álbumes          | 10             | [ 2 ] |
| Estados Unidos | Billboard 200                    | 6              | [ 3 ] |
| Estados Unidos | Top Contemporary Christian       | 1              | [ 3 ] |
| Estados Unidos | Top Christian Albums             | 1              | [ 3 ] |
| Estados Unidos | Top Internet Albums              | 6              | [ 3 ] |
| Francia        | Lista francesa de álbumes        | 50             | [ 2 ] |
| Finlandia      | Lista finesa de álbumes          | 10             | [ 2 ] |
| Italia         | Lista italiana de álbumes        | 18             | [ 2 ] |
| Noruega        | Lista noruega de álbumes         | 7              | [ 2 ] |
| Nueva Zelanda  | NZ Albums Chart                  | 4              | [ 2 ] |
| Países Bajos   | Lista holandesa de álbumes       | 27             | [ 2 ] |
| Reino Unido    | UK Albums Chart                  | 16             | [ 4 ] |
| Suecia         | Lista sueca de álbumes           | 8              | [ 2 ] |
| Suiza          | Lista suiza de álbumes           | 11             | [ 2 ] |

| País           | Organismo certificador | Certificación | Ventas    | Ref.  |
| -------------- | ---------------------- | ------------- | --------- | ----- |
| Alemania       | BVMI                   | Oro           | 100 000   | [ 5 ] |
| Australia      | ARIA                   | Oro           | 35 000    | [ 6 ] |
| Canadá         | CRIA                   | Platino       | 100 000   | [ 7 ] |
| Estados Unidos | RIAA                   | 3× Platino    | 3 000 000 | [ 1 ] |
| Suecia         | IFPI (Suecia)          | Oro           | 20 000    | [ 8 ] |

### Sencillos
| Año  | Sencillo              | Lista                  | Posición |
| ---- | --------------------- | ---------------------- | -------- |
| 2001 | "Alive"               | Mainstream Rock Tracks | 4        |
| 2001 | "Alive"               | Modern Rock Tracks     | 2        |
| 2001 | "Alive"               | Billboard Hot 100      | 41       |
| 2001 | "Youth Of The Nation" | Mainstream Rock Tracks | 6        |
| 2001 | "Youth Of The Nation" | Modern Rock Tracks     | 1        |
| 2002 | "Boom"                | Mainstream Rock Tracks | 21       |
| 2002 | "Boom"                | Modern Rock Tracks     | 13       |
| 2002 | "Satellite"           | Mainstream Rock Tracks | 15       |
| 2002 | "Satellite"           | Modern Rock Tracks     | 21       |
| 2002 | "Youth Of The Nation" | The Billboard Hot 100  | 28       |
| 2002 | "Youth Of The Nation" | Top 40 Mainstream      | 18       |
| 2002 | "Youth Of The Nation" | Top 40 Tracks          | 36       |